# Illinzi (Kolomyja)
Illinzi (ukrainisch Іллінці; russisch Ильинцы Iljinzy, polnisch Ilińce) ist ein Dorf im Osten der ukrainischen Oblast Iwano-Frankiwsk mit etwa 2300 Einwohnern (2001).
Das erstmals 1458 schriftlich erwähnte Dorf liegt am Ufer des Dubowez (Дубовець), einem kleinen Nebenfluss des Pruth-Zuflusses Trostjanez (Тростянець), 4 km südlich vom Gemeindezentrum Sabolotiw, 26 km westlich vom Rajonzentrum Snjatyn und 81 km südöstlich vom Oblastzentrum Iwano-Frankiwsk.
Durch Illinzi verläuft die Territorialstraße T–09–04.
Am 24. Juli 2017 wurde das Dorf ein Teil neu gegründeten Siedlungsgemeinde Sabolotiw; bis dahin bildete es die Landratsgemeinde Illinzi (Іллінецька сільська рада/Illinezka silska rada) im Westen des Rajons Snjatyn.
Am 17. Juli 2020 wurde der Ort Teil des Rajons Kolomyja.